# La Pedraja de Portillo
La Pedraja de Portillo är en ort i Spanien.   Den ligger i provinsen Provincia de Valladolid och regionen Kastilien och Leon, i den centrala delen av landet, 140 km nordväst om huvudstaden Madrid. La Pedraja de Portillo ligger 719 meter över havet och antalet invånare är 1 048.
Terrängen runt La Pedraja de Portillo är platt.Runt La Pedraja de Portillo är det ganska glesbefolkat, med 30 invånare per kvadratkilometer. Närmaste större samhälle är Laguna de Duero, 13,8 km nordväst om La Pedraja de Portillo. Omgivningarna runt La Pedraja de Portillo är i huvudsak ett öppet busklandskap.